# Никаноров, Анатолий Максимович
Анатолий Максимович Никаноров (22 мая 1935, Грозный, Северо-Кавказский край — 28 декабря 2019) — гидрогеолог. Член-корреспондент РАН. Заслуженный деятель науки и техники РСФСР, Заслуженный метеоролог Российской Федерации, доктор геолого-минералогических наук. Профессор.

## Биография
Родился 22 мая 1935 года в городе Грозный. В 1958 году окончил Грозненский нефтяной институт. Работал в Ставропольском филиале ГрозНИИ, СевКавНИПИнефть.
В 1964 году защитил кандидатскую диссертацию «Гидрогеология постплиоценовых и плиоценовых отложений Восточного Предкавказья».
В 1972 докторскую диссертацию «Исследования в области гидрогеологии нефтяных месторождений (на примере мезозоя Северо-Восточного Кавказа)».
В 1974 году присвоено учёное звание профессор. В 1972 году избран заведующим кафедрой гидрогеологии и инженерной геологии, а несколько позже — деканом геофака РГУ.
С 1972 года по 1977 год работал заведующий кафедрой гидрогеологии, деканом геолого-географического факультета Ростовского Госуниверситета.
С 1977 года директор Гидрохимического института.
С 30 мая 1997 года член-корреспондент РАН по специальности география, на отделении океанологии, физики атмосферы и географии

## Научная деятельность
Основные направления научной работы:
- Гидрохимия и общая теория формирования состава вод и гидросферы.
- Методы гидрохимических исследований с использованием компьютерного моделирования.
- Мониторинг качества вод суши, разработка научных основ натурального и математического моделирования и нормирования пресноводных экосистем.
- Создание системы оперативного мониторинга в условиях чрезвычайных ситуаций.
- Создатель научной школы по гидрохимии, официально включенной в 1999 году Министерством науки в перечень научных школ РФ[1].

## Общественная деятельность
- Член Ученого совета Института водных проблем РАН, НТС Росгидромета.
- Член редколлегии журналов «Водные ресурсы», «Метеорология и гидрология»[1].
- Действительный член Международной инженерной академии.
- Член Международной академии компьютерных наук и систем.
- Член Экологической академии России.
- Председатель Международной комиссии по охране вод от загрязнения.
- Член Международной ассоциации геохимии и космохимии.
- Первый вице-президент Международной комиссии по качеству вод Международной ассоциации гидрогеологических наук.
- Почётный профессор Висконсинского университета США[1].

## Награды и премии
- Заслуженный деятель науки и техники РСФСР (25.02.1991)[3]
- Орден Дружбы[4]
- орден «Знак Почёта»
- медаль «За доблестный труд. В ознаменование 100-летия со дня рождения В. И. Ленина»
- медаль «Ветеран труда»
- Премия имени Ф. П. Саваренского (2010) — за монографию «Научные основы мониторинга качества вод» и учебник «Гидрохимия»[5]
- Заслуженный метеоролог Российской Федерации (13 декабря 2011) - за заслуги в области метеорологии и многолетний добросовестный труд[6]

## Публикации
Автор 250 научных работ, в том числе 30 монографий, учебников, справочников.
- Никаноров A.M., Хоружая Т. А., Бражникова Л. В., Жулидов А. В. Качество вод. Мониторинг качества вод: оценка токсичности. Серия «Качество вод». Вып. З. — С-Пб.: Гидрометеоиздат,2000.
- Никаноров A.M., Хоружая Т. А. Глобальная экология. Учебное пособие.- М.,2000.
- Никаноров A.M. Гидрохимия. Учебник. Издание 2е. — С-Пб. Гидрометеоиздат, 2001.
- Никаноров А. М., Страдомская А. Г., Иваник В. М. Локальный мониторинг загрязнения водных объектов в районах высоких техногенных воздействий топливно — энергетического комплекса.- С-Пб.: Гидрометеоиздат, 2001.- 225с.
- Манихин В. И., Никаноров А. М. Растворенные и подвижные формы тяжелых металлов в донных отложениях пресноводных экосистем. Сер. Качество вод, Вып. 5.- СПб.: Гидрометеоиздат, 2002.